# Instituto Interamericano da Criança
Instituto Interamericano da Criança (com sigla IIN do espanhol Instituto Interamericano del Niño) é um organismo internacional encarregado de promover o bem-estar da maternidade e da infância nos países americanos. Foi criado a 9 de junho de 1927 por iniciativa do pediatra uruguaio Luis Morquio e reconhecido como organismo especializado da Organização dos Estados Americanos (OEA), em 1949.
Seu nome primitivo era Instituto Internacional Americano de Proteção à Infância (Instituto Internacional Americano de Protección a la Infancia), entre os anos 1927 e 1962. Sua direção-geral tem por sede Montevidéu, no Uruguai.

## Objetivos
Seus objetivos são zelar pelos Direitos da Criança, tanto a nível de aprovação das convenções, como assessora em medidas legislativas e de política social entre os estados-membros. Presta assessoramento técnico e promove a divulgação dos direitos da criança.

## Países membros
Fundadores: Argentina, Bolívia, Brasil, Cuba, Chile, Equador, Estados Unidos, Peru, Uruguai e Venezuela (todos desde 1927) 
Posteriormente: México (1935), Costa Rica (1938), Paraguai (1939), Colômbia (1941), República Dominicana (1943), Honduras (1944), Guatemala (1946), Panamá (1947), Nicarágua (1948) e Haití (1949)

## Organização
- Congresso Panamericano da Criança, instância máxima que dita as políticas e diretrizes. Elege seus representantes. Reúne-se a cada 4 anos e é composta por todos os membros do IIN.
- Conselho Diretivo, encarregado de formular a política geral e zelar pelo cumprimento das deliberações do Congresso. Integrado por um representante dos estados-membros da INN.
- Direção Nacional, encarregada da administração do IIN e levar a cabo dos programas e ações aprovadas.

- Secretariado do Instituto Interamericano da Criança, dirigido por um Diretor Geral, nomeado pelo Secretário Geral da OEA, com base em lista tríplice apresentada pelo Conselho Diretivo. Seu cargo dura 4 anos, podendo ser reeleito por uma vez.

### Diretores Gerais
Foram Diretores Gerais do Instituto:
- Luis Morquio (1927-1935)
- Roberto Berro (1935-1956)
- Víctor Escardo Anaya (1956-1964)
- Rafael Sajón (1964-1980)
- Rodrigo Crespo Toral (1980-1988)
- Eugenia Zamora Chavarría (1988-1995)
- Rodrigo Quintana (1996-2000)
- Alejandro Bonasso Lenguas (2000-2005)
- Piero Solari Zerpa (2005-2006)
- María Dolores Aguilar Marmolejo (2007-2015)
- Victor Giorgi (2015-2023).
- María Julia Garcete (2023-2027).